# Golec uOrkiestra
Golec uOrkiestra ist eine polnische Band, die Elemente traditioneller Volksmusik der Karpaten mit solchen von Jazz, Rock und Pop kombiniert.

## Werdegang
Gegründet wurde sie 1998 von den Zwillingen Paweł und Łukasz Golec (* 1975), die beide eine klassische Musikausbildung in Polen genossen haben und sich zudem in den USA in Sachen Jazz weiterbildeten.
1999 erhielt die Band gleich einen Fryderyk für das beste polnische Debüt des Jahres. Seitdem entstanden zahlreiche CDs und es fand eine Reihe von Tourneen statt.

## Diskografie

### Alben
- 1999: Golec uOrkiestra 1 (PL: ×2Doppelplatin )
- 2000: Golec uOrkiestra 2 (PL: ×4Vierfachplatin )
- 2002: Golec uOrkiestra 3: Kiloherce prosto w serce (PL: Platin)
- 2004: Golec uOrkiestra 4
- 2006: Golec uOrkiestra 5 (PL: Gold)

### Weihnachtsalben
- 2000: Święta z Golec uOrkiestrą
- 2003: W niebo głosy
- 2005: Nie ziemskie granie dla Ciebie Panie: Kolędy i pastorałki

### Soundtracks
- 2001: Pieniądze to nie wszystko

### Kompilationen
- 2007: The Best of Golec uOrkiestra

### Livealben
- 2009: Koncert Live – Kolędy i Pastorałki (DVD)

### Singles
- 2020: Janosik (Bedoes, Kubi Producent feat. Golec uOrkiestra, PL: ×3Dreifachplatin )